# Biserica Albă din Baia
Biserica „Sfântul Gheorghe” (Albă) din Baia este o biserică ortodoxă ctitorită, conform tradiției locale, de Ștefan cel Mare în secolul al XV-lea în satul Baia (județul Suceava). Ea ar fi fost construită după bătălia de la Baia din 14-15 decembrie 1467 dintre oștile moldovenești conduse de domnitorul Ștefan cel Mare și oștile ungurești conduse de regele Matia Corvin.
Deteriorată de-a lungul timpului, Biserica Albă din Baia a fost salvată de la dispariție prin restaurarea sa de către Comisiunea Monumentelor Istorice între anii 1907-1914. În aceeași perioadă arhitectul Nicolae Ghica-Budești a realizat la București o copie a monumentului, concretizată în edificiul Bisericii Sf. Vasile cel Mare din strada Polonă.
Biserica "Sf. Gheorghe" - Albă din Baia a fost inclusă pe Lista monumentelor istorice din județul Suceava din anul 2015 la poziția 196, având codul de clasificare  SV-II-m-A-05489.  Pe această listă este specificată ca perioadă de datare secolele XV și XX.

## Istoricul localității
Localitatea Baia, situată la 7 km sud-vest de orașul Fălticeni și străbătută de râul Moldova, este una dintre cele mai vechi localități din Moldova medievală. Documente străvechi menționează pe la 1300 Baia și Câmpulung-Muscel (din Țara Românească) ca așezări orășenești (civitas). În documentele scrise în limba latină, așezarea apare cu denumirea de Civitas Moldaviensis. 
Un document străin din 1339 menționează Baia ca fiind "cel mai mare oraș de la est de Carpați". Localitatea era un târg important, locuit de negustori și meșteșugari de origini etnice diferite (români, sași, unguri, armeni). Baia a devenit cea dintâi capitală a statului feudal Moldova, confirmat prin actele cancelariei lui Ludovic de Anjou. În anul 1359 Târgul Moldovei a dat numele său întregului teritoriu al țării care s-a eliberat de sub dependența maghiară și a devenit stat feudal de sine stătător, sub Bogdan I Voievod (1359–1365). Sigiliul târgului a purtat inscripția latină: „Sigiliul orașului Moldavia, capitala Țării Moldovenești“. Sub urmașii acestuia, în timpul lui Lațcu Vodă (1365-1373), capitala s-a mutat la Siret, iar în anul 1388, sub domnia lui Petru Mușat (1375-1391), a fost fixată în orașul Suceava.
Lupta de la Baia din 14-15 decembrie 1467 între oștile moldovenești conduse de domnitorul Ștefan cel Mare și cele ungurești ale regelui Matia Corvin au dus la distrugerea orașului. 
Deoarece Baia era un oraș important al Moldovei, aici au fost construite mai multe lăcașuri de cult printre care două biserici ortodoxe: una ctitorită de către Ștefan cel Mare (Biserica Albă din Baia) și alta ctitorită de Petru Rareș (Biserica Adormirea Maicii Domnului din Baia), precum și o catedrală catolică construită de Alexandru cel Bun (Catedrala Catolică din Baia, ale cărei ruine se mai văd și astăzi).
Cu timpul, pe măsura dezvoltării altor orașe, Baia a început să decadă. Dacă în 1599 un călător apusean scria că în Baia erau 3.000 case (adică circa 15.000 locuitori), peste aproape un secol (în 1691) un alt călător străin scria că "orașul Cotnari și orașul Baia sunt cu totul deșarte".

## Istoricul bisericii

### Ctitorirea
Conform tradiției locale, Biserica "Sf. Gheorghe" - Albă din Baia a fost construită de domnitorul Ștefan cel Mare (1457-1504) după lupta de la Baia (1467). Anul construcției bisericii nu este cunoscut în lipsa pisaniei și a altor referiri în letopisețele medievale. 
Legendele leagă Biserica Albă din Baia de Bătălia de la Baia din 14-15 decembrie 1467. Conform letopisețului lui Grigore Ureche, regele Matia Corvin a intrat în Moldova cu oastea sa ungurească ca să supună Moldova. A trecut Carpații Orientali pe Valea Trotușului, a trecut prin orașul Roman pe care l-a jefuit și incendiat și apoi a luat drumul Sucevei, unde-l aștepta Ștefan cel Mare cu oastea moldovenească. Au făcut un mic ocol la Baia în ziua de 14 decembrie 1467, unde oastea ungurească a început să prade localitatea, iar spre seara oștenii unguri erau deja beți. În acea noapte, Ștefan cel Mare a intrat în Baia cu oastea sa și i-a atacat pe unguri. "Și fiindu și beți și negătiți de război, i-au lovitu Ștefan Vodă cu oaste tocmită în răvărsatul zorilor, de multă moarte și perire au făcut într-înșii".  În dimineața zilei de 15 decembrie 1467, târgul Baia "era un rug pe care ardeau morții (...). Iar craiul nu mai călărea în frunte, ca un tânăr erou ce cucerește jucându-se: îl duceau pe targă. El avea trei răni pe dânsul, și fierul unei săgeți țărănești îi rămăsese, nu în  față, ca să se poată mândri măcar, ci în spate. " 
Folcloristul Gheorghe T. Kirileanu (1872-1960) menționează în lucrarea "Faptele și vitejiile lui Ștefan cel Mare și Sfânt" (Casa Școalelor, București, 1943) o legendă locală. Potrivit acesteia, domnitorul moldovean s-a suit într-un arin de la marginea târgului Baia pentru a se ascunde de vrăjmași. Pe locul arinului el a zidit Biserica Albă.
„Ștefan Vodă, dacă a văzut că nu-i chip de scăpare, s-a retras în târgul de la Baia și acolo, dacă a simțit nevoia, s-a suit într-un arin, ca să se ascundă de vrăjmaș. Ungurii au trecut și pe dedesubt și mai alături de arin, dar cui i-a trecut prin gând că Vodă stă ascuns într-un arin. După ce-au ajuns ungurii la Baia, l-au căutat în fel și chip, în toate părțile pe Ștefan Vodă și dacă au văzut că nu au noroc să puie mâna pe dânsul, de ciudă, au prădat casele oamenilor și s-au dat pe băute și la petrecanii ca acelea.

Ștefan cel Mare, când s-a văzut scăpat de primejdii, s-a coborât jos din arin, a mulțumit lui Dumnezeu, de acolo și-a strâns oastea împrăștiată, a tăbărât peste unguri și-n vreme de noapte și cum erau ei morți de beți și nu mai știau pe ce lume sunt, le-a tras o bătaie de gândeau ungurii că-i mânia lui Dumnezeu și nu nimereau pe unde să fugă mai degrabă.

După ce a alungat Ștefan Vodă pe dușmani din țară, în locul arinului în care a scăpat cu viață, a zidit o biserică, care se cheamă și astăzi Biserica Albă, mulțumind lui Dumnezeu că nu și-a primejduit viața în bătălie și a scăpat țara de dușmani.”—Gheorghe T. Kirileanu 
După unele opinii, aici ar fi existat o biserică mai veche, care a fost distrusă în timpul devastării orașului din timpul bătăliei cu regele Ungariei, Matia Corvin. O altă legendă spune că regele maghiar, rănit în luptă, a putut fugi din învălmășeala care s-a creat călăuzit de un trădător moldovean care l-a trecut munții în Transilvania. Trădătorul a fost prins și închis într-o mină părăsită din apropierea localității Bogata (aflată în vecinătate), cunoscută sub denumirea de Groapa lui Hârjap (sau Borta lui Hârjap). Cheia cu care a fost încuiată ușa de la gura minei a fost așezată sub altarul Bisericii Albe. 

### Alte datări
Cu privire la datarea Bisericii Albe din Baia există și alte opinii ale specialiștilor. Într-un articol din 1973, Rada Teodoru data biserica din secolul al XVII-lea. Istoricul de artă Nicolae Stoicescu confirmă existența acestor opinii în lucrarea sa "Repertoriul bibliografic al localităților și monumentelor medievale din Moldova" (1974). 

### Restaurarea lăcașului de cult

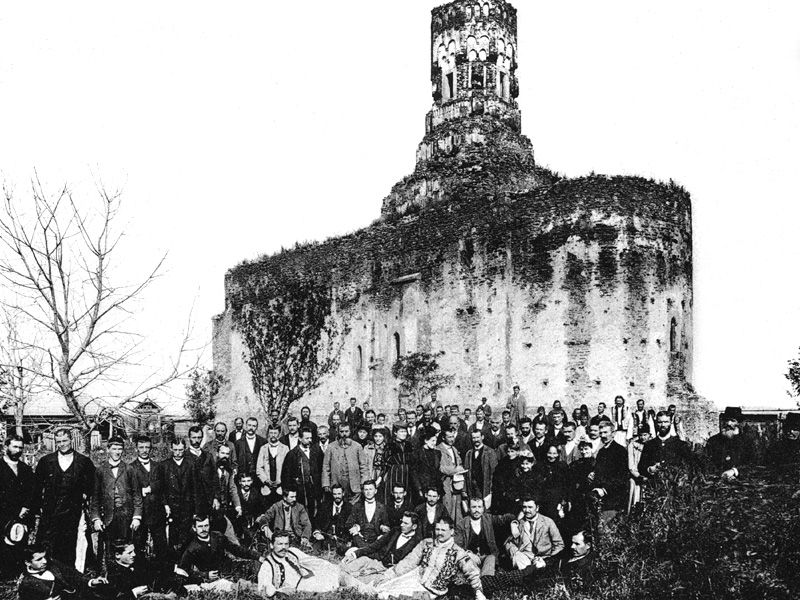
Biserica Albă din Baia - fotografie de epocă de dinaintea restaurării bisericii. A fost realizată de Alexandru Antoniu (1860-1925) și publicată în "Album general al României: compus din 300 tablouri reprezentînd monumentele istorice și contimporane, posițiuni pitoresci, Domeniul Coroanei și costume naționale cu descrierea istorică și pitorească" (Dresden, C. G. Röder, 1901-1904).

Biserica a suferit, probabil,  pe parcursul timpului numeroase transformări. Ca urmare a trecerii timpului și a situării sale în mijlocul câmpului, biserica a început să se ruineze. La mijlocul secolului al XIX-lea, proprietara moșiei Baia era boieroaica Luxița Paladi, care stăpânea și moșiile vecine Tâmpesti și Horodniceni. Această boieroaică era fiica hatmanului Constantinică Bogdan Paladi, care a murit de holeră în 1831, lăsând o avere considerabilă: 14 moșii și târgușoarele Ștefănești și Podu Iloaiei, unde funcționau 40 de crâșme. 
Luxița Paladi s-a căsătorit mai întâi cu logofătul Nicolae Cantacuzino-Pașcnu, de care s-a despărțit, și apoi cu Don Emanuel Acunia, marchiz de Bedmar, grande al Spaniei, senator și membru al Jockey-Club-ului din Paris. Acesta provenea din familia diplomatului spaniol din timpul regelui Filip al II-lea, cardinalul Alonso de la Cueva Benarides, marchiz de Bedmar. Avea în proprietate un castel la Canillijos (Spania), iar sora sa era ducesa de Vinona. 
După cum scrie paharnicul Costandin Sion în “Arhondologia Moldovei”, “de la hatmanul Constantinică rămâind numai o fată Luțica și foarte ră de muscă fiind, n-au găsit în toată Moldova, din toți feciorii de boieri unul ca să poată sătura. Au purces, au cutrierat toată Europa, au cercat toți berbanții, și ș-au găsit pe un jidov spaniol și l-au luat barbat, cu carele pe la 1844 venind aice, și numindu-l Marchiz de Bedmar, ș-au vândut toate moșiile și țiganii, și s-au dus înapoi la praznicu dracului”. 
În testamentul său din 13 martie 1859, subscris la 19 iulie 1859 în orașul Napoli (Italia), boieroaica Luxița Paladi, marchiză de Bedmar, dispunea, printre altele, "a nu vinde moșiile citate din Moldova decât la cea mai mare extremitate, de a pune ca să se rezidească biserica veche de la Baia și a privi bine pe vechii servitori ai familiei mele". Acest testament a fost tradus și publicat în anexa Monitorului Oficial nr. 197 din 8 iunie 1860 și în Gazeta de Iași nr. 69 din 19 iulie 1895. 
Luxița “marquise de Bedmar née Palladi” a murit la Napoli, la 24 februarie 1860, la vârsta de numai 40 de ani. Ea a avut un singur fiu, Rodrigo Acunia, care a murit fără urmași. Fostul ei soț s-a recăsătorit mai târziu.
Moștenitorii averii sale au fost pe rând Don Rodrigo Acunia (fiul Luxiței Paladi, care  a murit fără urmași), Don Emanoil Acunia, marchiz de Bedmar (soțul Luxiței) și apoi Carolina Montofor și Garcia Infanta Marchiză de Bedmar (a doua soție a marchizului). Niciunul dintre ei nu au îndeplinit voința defunctei referitoare la rezidirea bisericii vechi din Baia. În consecință, la 26 iunie 1886, Epitropia bisericii Baia (reprezentată de avocatul Alecu Avram) și preotul Vasile Zaharescu au dat-o în judecată pe Carolina Montofor și Garcia Infanta Marchiză de Bedmar cerându-i executarea legatului lăsat de Luxița Paladi în baza testamentului și a
art. 843 și 844 din Codul Calimach.  Procesul s-a tărăgănat din cauza dificultății de a se înmâna citațiile pe cale diplomatică, iar în acest timp averea Luxiței Paladi (moșiile Baia, Tîmpești și Horodniceni) a revenit, prin succesiune, minorilor Louisei și Emanoil Lemonteux, iar uzufructul părinților acestora, Matilda și Teodor Lemonteux. Prin Decretul Regal nr. 194 din 29 noiembrie/12 decembrie 1900, Epitropia bisericii Baia a fost autorizată a primi legatul lăsat de Luxița Paladi.
Prin sentința nr. 208 din 17 mai 1902, Tribunalul județului Suceava a respins acțiunea Epitropiei bisericii din Baia, condamnând-o la
plata sumei de 1000 lei către arhitectul Neculai Gabrielescu „pentru raportul de expertiză".  Avocatul Dimitrie Iorgandopol, caree reprezenta Epitropia, face apel. Apelul s-a judecat la 19 septembrie 1903 de către Curtea de Apel din Iași, pentru Epitropie pledând strălucit celebrul avocat Take Ionescu (viitor prim-ministru). Prin decizia nr. 129, Curtea de Apel din Iași a admis apelul Epitropiei Bisericii din Baia și i-a obligat pe Matilda Dacunia căsătorită Lemonteux, pe Emanoil Lemonteux și Louisa Lemonteux "ca să rezidească Biserica veche de la Baia județul Suceava în termen de 2 ani, calculați de la data acestei Deciziuni, iar în caz contrar ca să plătească zisei Epitropii suma de 100.000 mii lei pentru rezidirea bisericii". Până la judecarea recursului, moștenitorii Luxiței Paladi au vândut moșiile Baia, Tâmpești și Horodniceni către Alexandru Cantacuzino-Pașcanu cu prețul de 1.400.000 lei. Tribunalul Suceava a făcut poprire asupra prețului vânzării, iar astfel cumpărătorul Alexandru Cantacuzino-Pașcanu a depus suma de 100.000 mii lei. 
Contribuția debitorului nu a fost suficientă și a fost nevoie de intervenția instituțiilor statului. Pentru a salva Biserica Albă din Baia de la dispariția totală, Comisiunea Monumentelor Istorice a refăcut-o între anii 1907-1908, cu banii marchizei Luxița Palade de Bedmar, obținuți prin executarea dispozițiilor testamentului său. Lucrările au fost coordonate de arhitectul Nicolae Ghica–Budești, dar după alte surse afirmă, pe baza manierei intervenției, că ar fi lucrat și arhitectul Constantin Alexandru Băicoianu (1859-?), autorul unor intervenții neinspirate la Biserica "Sf. Gheorghe" din Hârlău și la Biserica "Sf. Nicolae-Popăuți" din Botoșani.
Bolțile și turla (grav deteriorate) au fost refăcute din cărămidă. Învelitoarea a fost realizată din țiglă - solzi, ca și ocnițele de la turlă și de pe fațade. Paramentul din piatră brută de carieră (provenită se pare de la Pipirig) a fost rostuit cu mortar ciment.  Cornișa a fost refacută din piatră simplă cioplită. După cum considera arhitectul Virgil Polizu, biserica a fost refăcută "într-o aproximativă arhitectură “Ștefan”, modă a timpului care a modificat nefericit aspectul și al unor alte monumente importante ale epocii, ca “Sf. Nicolae Domnesc” Iași, “Sf. Nicolae Domnesc” Dorohoi sau “Sf. Gheorghe“ Hârlău, într-o enumerare sumară. Personal consider că biserica și incinta ei este cel mult o prezență romantică, plăcută ochiului și atrăgătoare prin pitorescul său, cu o firească încărcătură istorică."  După finalizarea lucrărilor, lăcașul de cult a fost resfințit la 26 aprilie 1915 de către mitropolitul Pimen Georgescu al Moldovei și Sucevei.
Pe peretele vestic, în dreapta intrării, se află o placă de piatră cu următoarea pisanie: "Această sfântă și dumnezeească biserică cu hramul marelui mucenic Gheorghie zidită de fericitul întru pomenire Io Ștefan Voevod cel Mare domn al Țerii Moldovei stricându-se în cursul vremilor s'au prenoit în glorioasa și binecuvântata domnie a Maiestății sale Carol I rege și domn al României sub arhipăstoria IPS Pimen mitropolit al Moldovei și Sucevei, prin purtarea de grijă a Comisiunii Monumentelor Istorice, cu ajutor dela răposata întru fericire Luxița marchiză de Bedmar născută Paladi în anii 1907-1914".
În 1932 biserica a fost trăsnită și a luat foc. Pentru repararea stricăciunilor, arhitectul Ștefan Balș a fost însărcinat în 1937 să înceapă lucrările de reparații. Cutremurul din 10 noiembrie 1940 a adăugat noi pagube. 

### Reparațiile de după Al Doilea Război Mondial
În timpul celui de-al doilea război mondial, biserica a avut de suferit din nou. Linia frontului trecea prin apropiere și bombardamentele din mai 1944 au dus la distrugerea completă a acoperișului și la avarierea altor părți. S-au făcut mari eforturi financiare pentru repararea sa, lăcașul de cult fiind resfințit la 15 aprilie 1945 de către protoiereul Leonida Gavrilescu (parohul Bisericii "Adormirea Maicii Domnului" din Fălticeni) și preoții Vasile Dăscălescu (parohul de Baia), Vasile Titu, Corneliu Zaharescu și diaconul Radu Dăscălescu.
Din cauza faptului că acoperișul fusese reparat provizoriu după război, acesta a trebuit refăcut în anul 1953. Preotul paroh a făcut memorii timp de 7 ani în care a cerut ajutor pentru restaurarea bisericii. În martie 1953, documentația elaborată de arh. Andrei Loizo de la Serviciul tehnic al Mitropoliei Moldovei și Sucevei a fost înaintată către Ministrul Cultelor. Se solicita avizul pentru acoperirea cu olane noi a 382 m2 din cei 474 m2 cât avea acoperișul. Direcția Monumentelor Istorice își dădea acordul pentru revizuirea învelitorii cu noi olane, prin avizul nr. 70/12.04.1953 „asupra proiectului de lucrări de protejare la Biserica Albă din comuna Baia, raionul Fălticeni”, semnat de arh. Duiliu Marcu. Avizul punea condiția ca să nu se întrebuințeze olanele vechi recuperabile, pentru ca suprafața acoperită să aibă același fel de material ceramic. Cu acest prilej s-a refăcut șarpanta și streașina și s-au înlocuit cele cinci ferestre. Lucrările au fost coordonate de șeful de lucrări Haralambie Toderică, ele fiind efectutate sub supravegherea preotului Radu Dăscălescu. 
În anul 1965 Mitropolia Moldovei și Sucevei a solicitat Direcției Monumentelor Istorice să-și dea acordul pentru a elabora „un proiect pentru instalarea luminei electrice la Biserica Albă - Baia”. Avizul este emis în anul următor sub semnătura prof. arh. Grigore Ionescu. Neavând bani necesari pentru proiectul de electrificare a bisericii și pentru lucrările propriu-zise, Parohia Baia a solicitat în 1969 Comitetului de Stat pentru Cultură și Artă să-i aloce o sumă de bani. În cele din urmă, montarea instalațiilor electrice s-a realizat de muncitori ai I.R.E. fără consultarea arhitectului Nicolae Diaconu, responsabilul de zonă al D.M.I.
Între timp, comisia de la Direcția Monumentelor Istorice care s-a deplasat să verifice starea monumentului istoric a constatat că se construiește fără aviz o casă pentru praznicar. Printr-o scrisoare din 25 mai 1966 către Comitetul de Stat pentru Cultură și Artă, parohul Radu V. Dăscălescu se dezvinovățește susținând că „nu am construit ceva nou, ci am căutat ca să refacem căsoaia cea veche care era într-o stare deplorabilă” și care ”nu făcea cinste monumentului”. Direcția Monumentelor Istorice dispune realizarea unei documentații de către Serviciul tehnic al Mitropoliei Moldovei și Sucevei pentru repararea turnului-clopotniță și a casei pentru praznicar și construirea unui gard. Deși D.M.I. nu a permis construirea casei praznicar (prin avizul cu nr. 5727/1966), Departamentul Cultelor de pe lângă Consiliul de Miniștri dă un aviz de principiu nr. 20736-1887T/1967. Direcția Monumentelor Istorice trimite un memoriu către Departamentul Cultelor în care afirmă că nu este de acord cu construirea casei de praznic pe amplasamentul actual. O altă comisie care s-a deplasat la biserică în 1970 a constatat, încă o dată, că s-au efectuat lucrări de construire a casei de praznicar fără avizele necesare.
În anul 2002 au fost începute lucrări de reparații la biserică sub coordonarea arhitectului Victor-Dan Kisilevici. Acesta a optat să restaureze biserica după forma din prezent și să nu reconstituie un stadiu anterior al monumentului, distrus el însuși de evoluția istorică (așa-numita „retrorestaurare”). Această opțiune a arhitectului restaurator era în concordanță cu art. 11 al Chartei de la Veneția prin care s-a recomandat să se accepte monumentul în aspectul său actual și să nu se încerce restabilirea unui stadiu anterior decât în cazuri excepționale, justificate și documentate foarte temeinic. Lucrările efectuate au presupus:
- repararea zidurilor exterioare și a turlei;
- repararea acoperișului (s-a consolidat șarpanta prin înlocuirea elementelor degradate, s-au înlocuit olanele degradate cu altele noi, de dimensiuni similare);
- decaparea tencuielii de pe pereții interiori în vederea executării picturii.

Timp de sute de ani, Biserica "Sf. Gheorghe" din Baia era recunoscută pentru faptul că nu avea pictură, nici în interior și nici în exterior. Totuși, după Revoluția din decembrie 1989, un fiu al satului pe nume Mihai Chiriac, stabilit în SUA , a avut inițiativa ca acest lăcaș de cult să fie pictat, deși acesta nu fusese niciodată pictat. În anul 2002, cu banii donați de el, s-au început lucrări de reparații la biserică. S-au reparat zidurile exterioare și acoperișul și s-a decapat tencuiala interioară în vederea executării picturii. Primindu-se aprobări din partea comisiei speciale a Patriarhiei Române, biserica a fost pictată de către prof. univ. dr. Nicolae Sava. Pictura a fost finalizată în august 2009, prin aceasta fiind afectată nota sa de unicitate ca "biserică albă", adică fără pictură. Pe pereții biserici a fost pictat un tablou votiv (în care apar Ștefan cel Mare, Doamna Maria și copiii Alexandru, Bogdan, Petru, Olena, Maria și Bogdan Vlad), o reprezentare a Bătăliei de la Baia și o imagine a târgului Baia (în care sunt reprezentate toate cele trei biserici monument istoric, inclusiv Catedrala Catolică).
În "Raportul Comisiei Prezidențiale pentru Patrimoniul Construit, Siturile Istorice și Naturale" elaborat în septembrie 2009 sub patronajul Administrației Prezidențiale se precizează că "s-a produs un grav abuz asupra coerenței artistice și istorice a corpului plastic al monumentului, afectându-i unitatea: prin pictarea pereților interiori i s-a aplicat monumentului un element străin bisericii originare".
Printre preoții parohi care au slujit în această biserică de-a lungul timpului sunt următorii: pr. Vasile Zaharescu (ante 1864 - 1896), pr. Vasile Mihăilescu (1896 - ?), pr. Mihai Zaharescu (? - d. 24 ianuarie 1945), pr. Vasile I. Dăscălescu (1 martie 1945 - 1 februarie 1946), pr. Radu V. Dăscălescu (1 februarie 1946 - 14 aprilie 1991) și pr. Viorel Dorel Iftime (din 14 aprilie 1991).

## Arhitectura bisericii
Biserica Albă din Baia este construită în plan dreptunghiular din piatră brută și cioplită. Pereții bisericii au grosimea de 1,8-2 metri. Pereții bisericii sunt în întregime din piatră neregulată, având grosimea de 1,8 până la 2 m. Bolțile și turla sunt refăcute din cărămidă în vremea domniei regelui Carol I al României. Sub cornișă se află un rând de ocnițe care se întind pe întreg perimetrul bisericii. Ferestrele sunt mici și terminate în acoladă la partea superioară (formă ogivală). 
Intrarea în biserică se face printr-o ușă amplasată pe peretele vestic. Portalul de intrare este dreptunghiular și cu chenare deviate. Între pronaos și naos se află un perete despărțitor în care se află o deschizătură de trecere. Sistemul de boltire al naosului este cel obișnuit în arhitectura bisericească moldovenească.
În dreptul naosului se află două abside laterale de formă semicirculară înscrise în grosimea zidurilor și marcate în exterior exclusiv prin rezalite.  În absidele laterale se află câte o fereastră terminată în acoladă la partea superioară. Absida altarului este semicirculară și ușor decroșată față de restul construcției, formându-se astfel cele două nișe (proscomidiarul și diaconiconul). Sub fereastra altarului, în ax, se află un picior de contrafort.
Deasupra naosului se află o turlă de formă octogonală, executată în întregime din cărămidă. Turla are patru ferestre (în cele patru puncte cardinale) și este sprijinită de patru contraforturi mici așezate pe diagonală. Ea se înalță pe două baze: prima pătrată și a doua stelată (cu 12 colțuri). Deasupra ferestrelor și pe ambele baze se află firide încheiate în semicerc la partea superioară.

## Biserica Albă din Baia în literatura română
Printre primii scriitori care au poposit aici s-a aflat poetul și diplomatul Dimitrie Bolintineanu, aflat în toamna anului 1857 într-o călătorie prin Principatul Moldovei. El a descris această călătorie în volumul de memorialistică "Călătorii în Moldova" (1859). În drumul de la Târgu Neamț (unde vizitase mănăstirile din apropiere) la Iași, poetului îi vine ideea să meargă la Baia pentru a vizita "ruinele cetăței Baia, unde Ștefan cel Mare învinse armia lui Matei Corvin". El este primit cu amabilitate de un bătrân patriot ce se îngrijea proprietatea marchizei de Betmar. A vizitat ruinele din sat, văzând "o biserică veche și dărăpănată, din timpul lui Ștefan cel Mare, poate; în grădina marchizei sunt mai multe ruine". Poetul prezintă lupta de la Baia din 1467. Pe atunci, pe ruinele cetății era "un sat de țărani nefericiți, amestecați cu evrei (...) Ei abia știu că aceste ruine sunt din timpul lui Ștefan."
Printre cei care au descris Biserica Albă din Baia se află și scriitorul Alexandru Vlahuță. După cum scrie în povestirea "În munții Sucevii" din volumul "România pitorească" (1901), în drumul său prin Ținutul Suceava, "cel din urmă ținut de munte al țării", s-a oprit și la Baia pe care-l descrie ca un "sat harnic și bogat, oraș de frunte pe vremea lui Dragoș-vodă, pământ frământat în sânge". Aici el rememorează momentele luptei din 14-15 decembrie 1467 între oștile moldovenești conduse de domnitorul Ștefan cel Mare și cele ungurești ale regelui Matia Corvin, terminată printr-un "așa măcel, că urla valea de vaiete, armele scăpărau fulgere-n beznă, pâlcuri întregi se abăteau stropșite-n picioarele cailor, și oriîncotro fugeau bieții unguri, tot de Ștefan dădeau".
După cum relatează scriitorul, "pentru amintirea acelei biruinți, Ștefan a ridicat în Baia Biserica Albă — la ruinele ei, țăranii cu dare de mână, păzitori unei sfinte datine strămoșești, duc în toți anii, în ziua de Sfântu Gheorghe, mâncări, băuturi, în vase nouă, împodobite cu flori, și fac praznice pentru săraci".

## Imagini

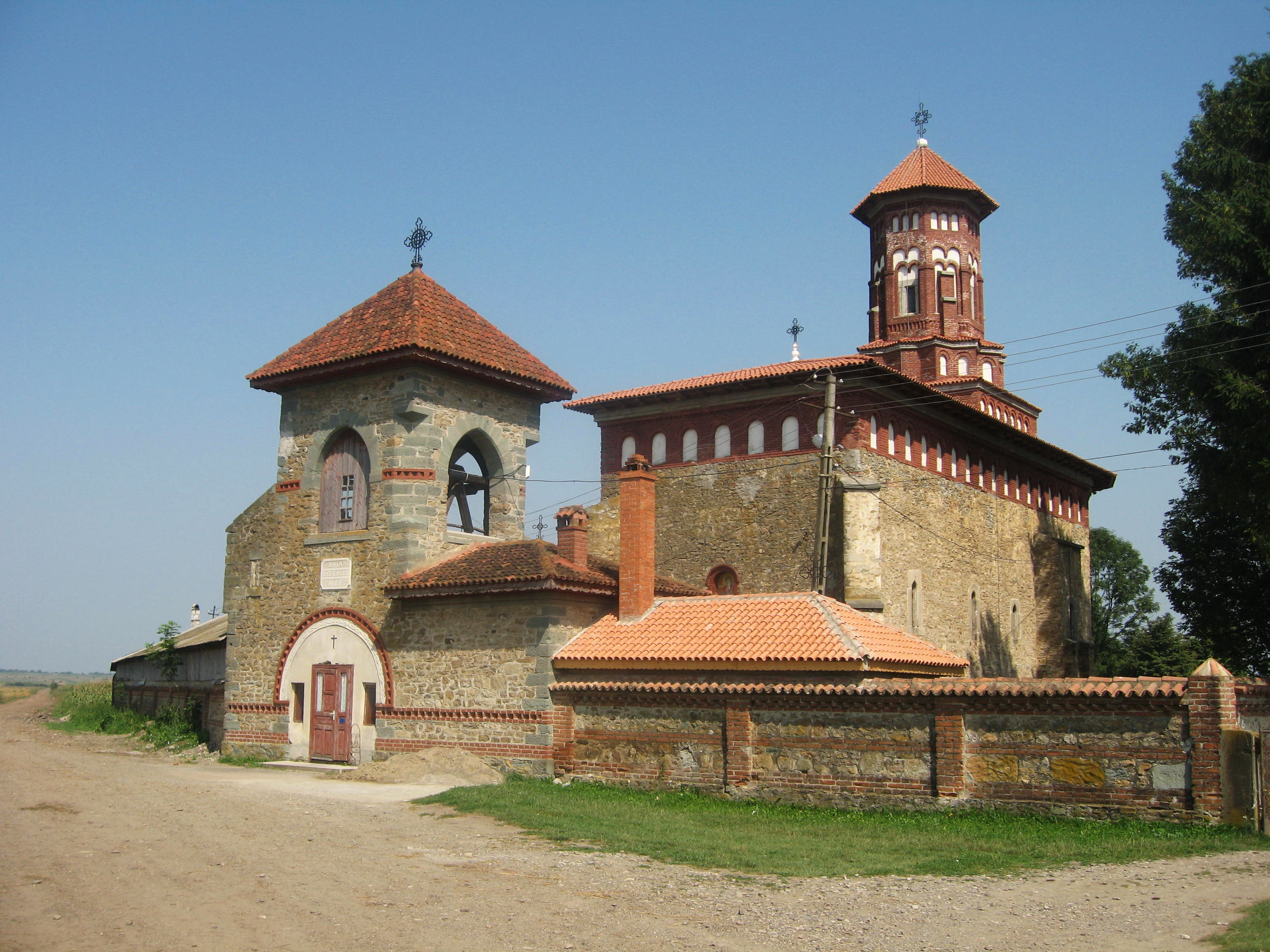
Biserica
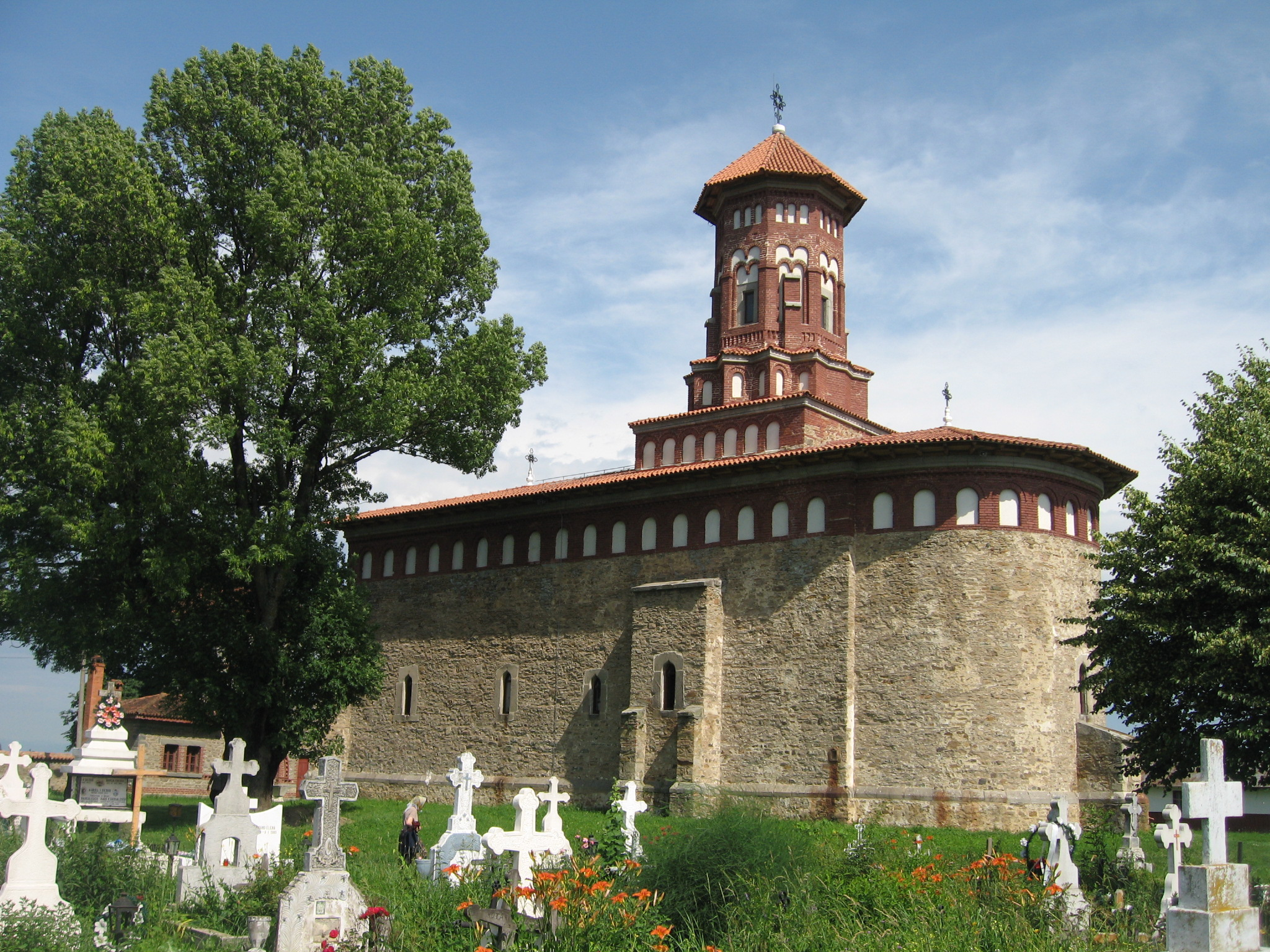
Biserica
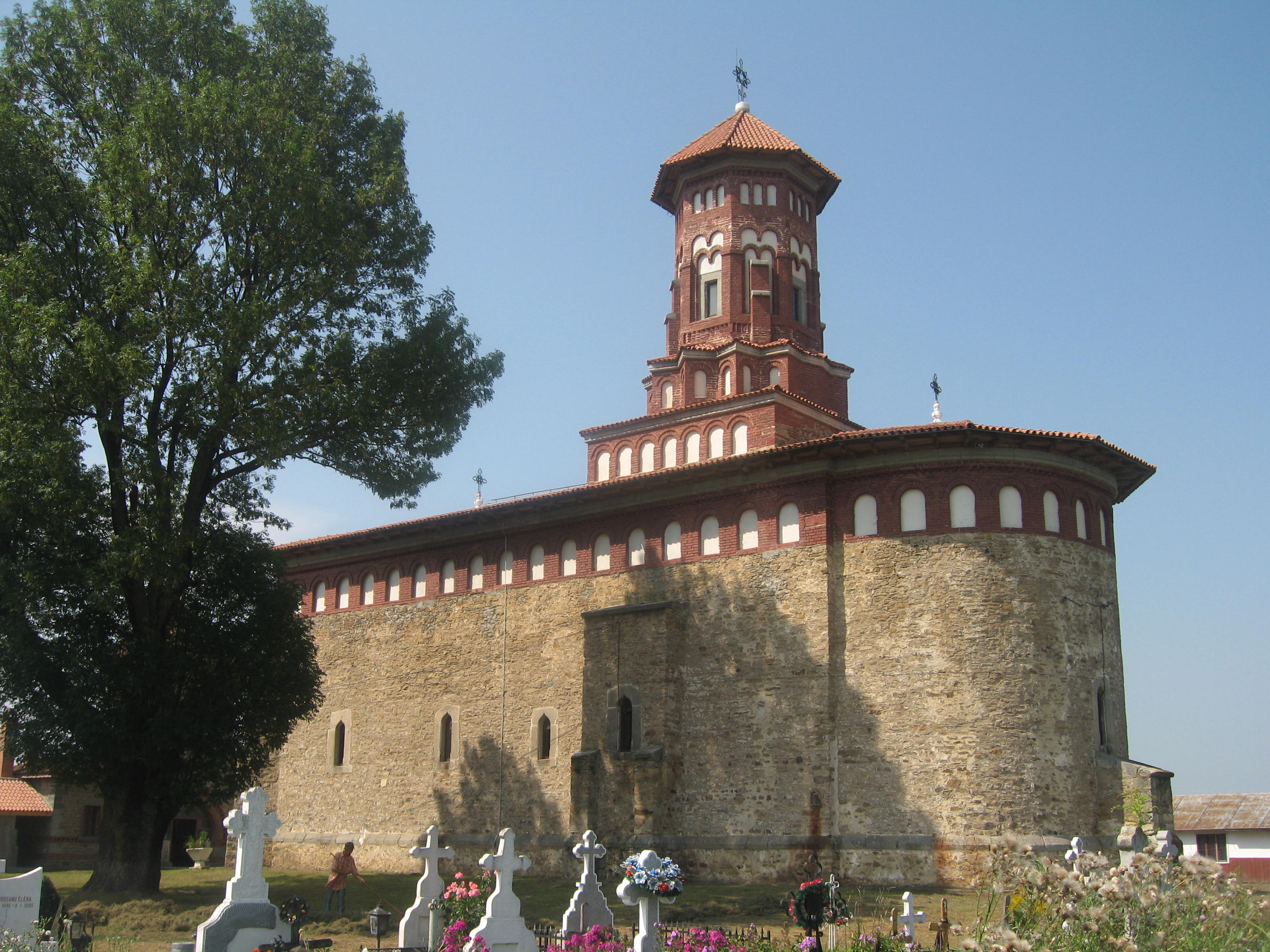
Biserica
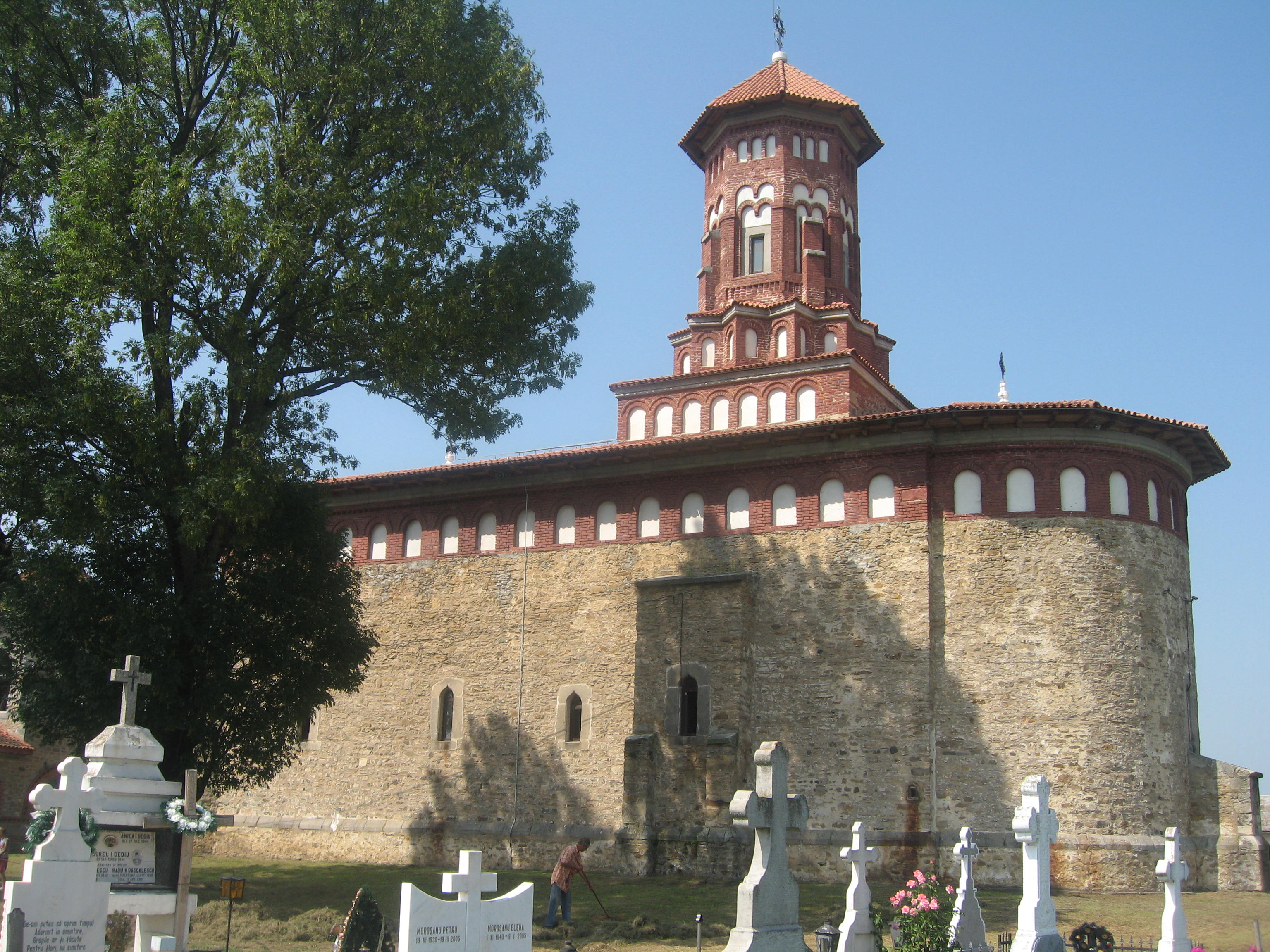
Biserica
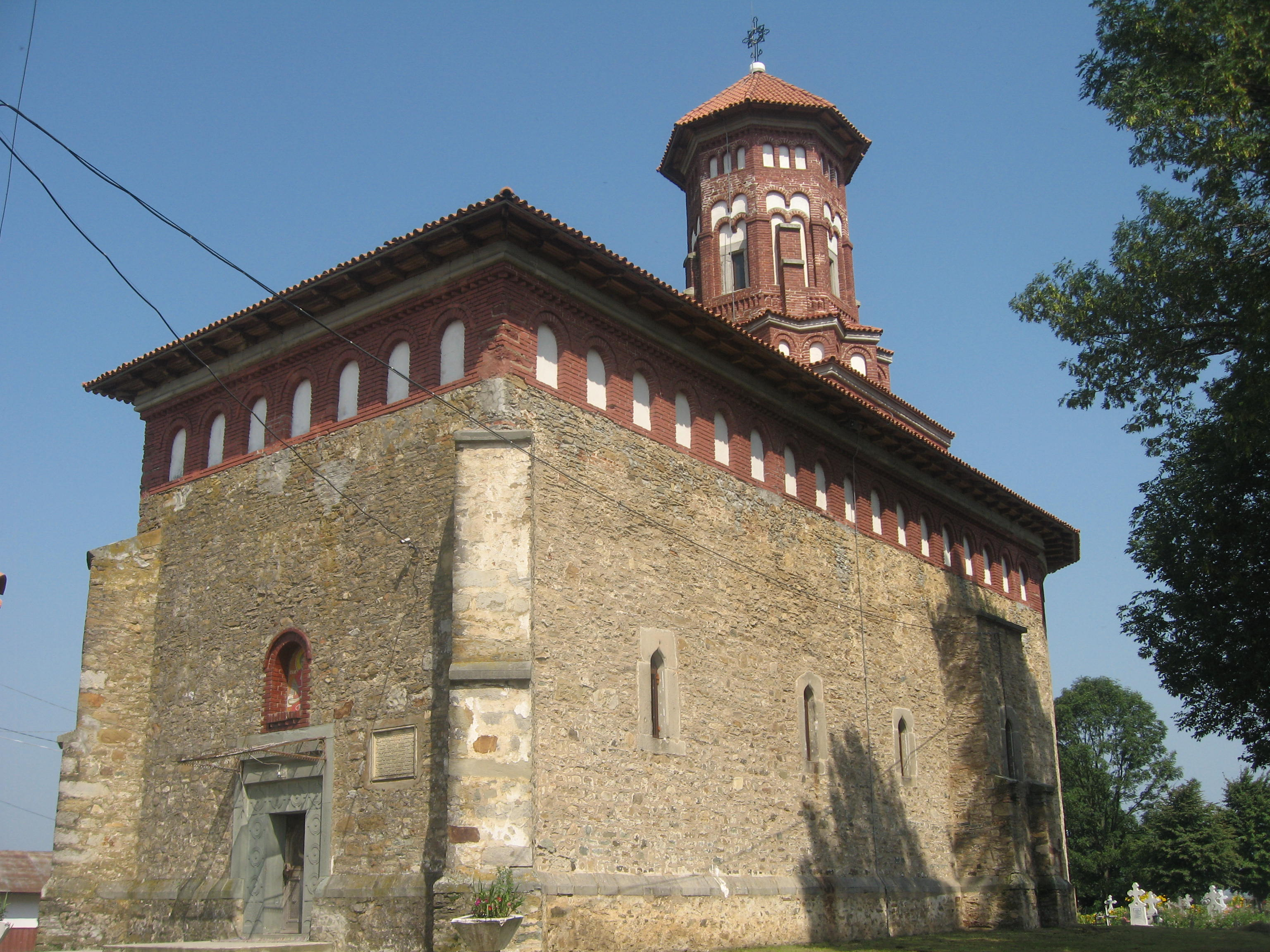
Biserica
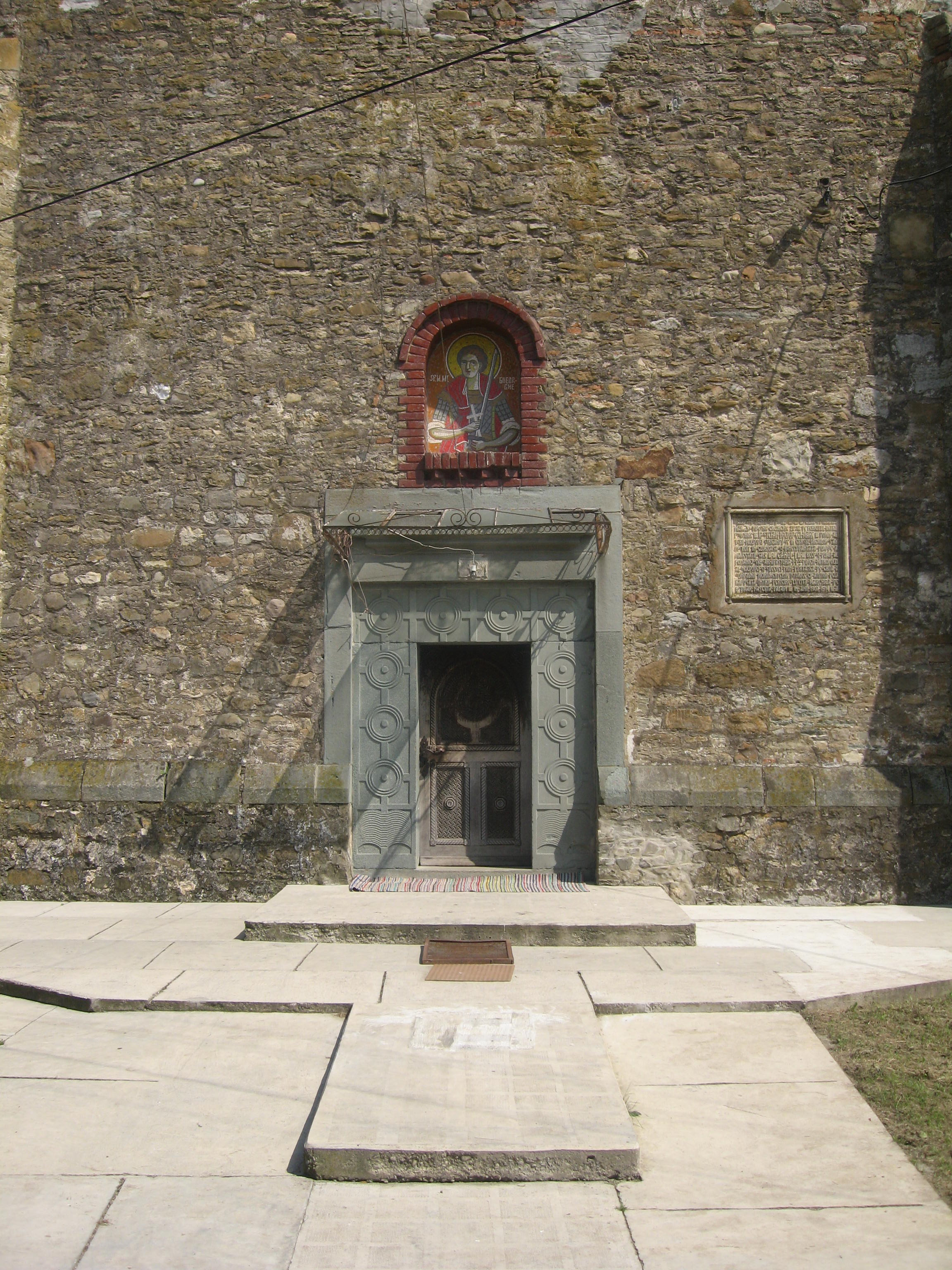
Peretele vestic - detaliu
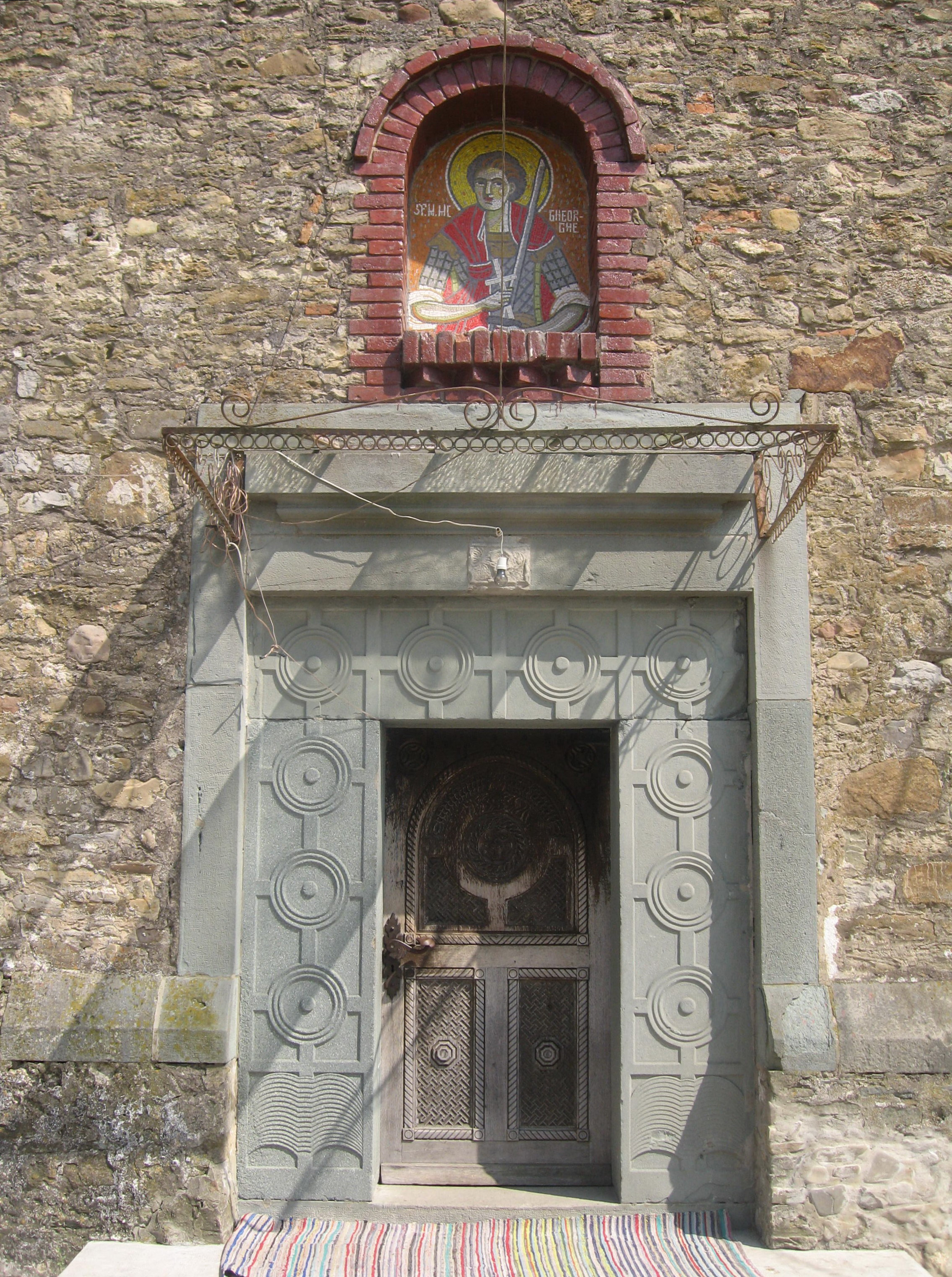
Portalul de intrare
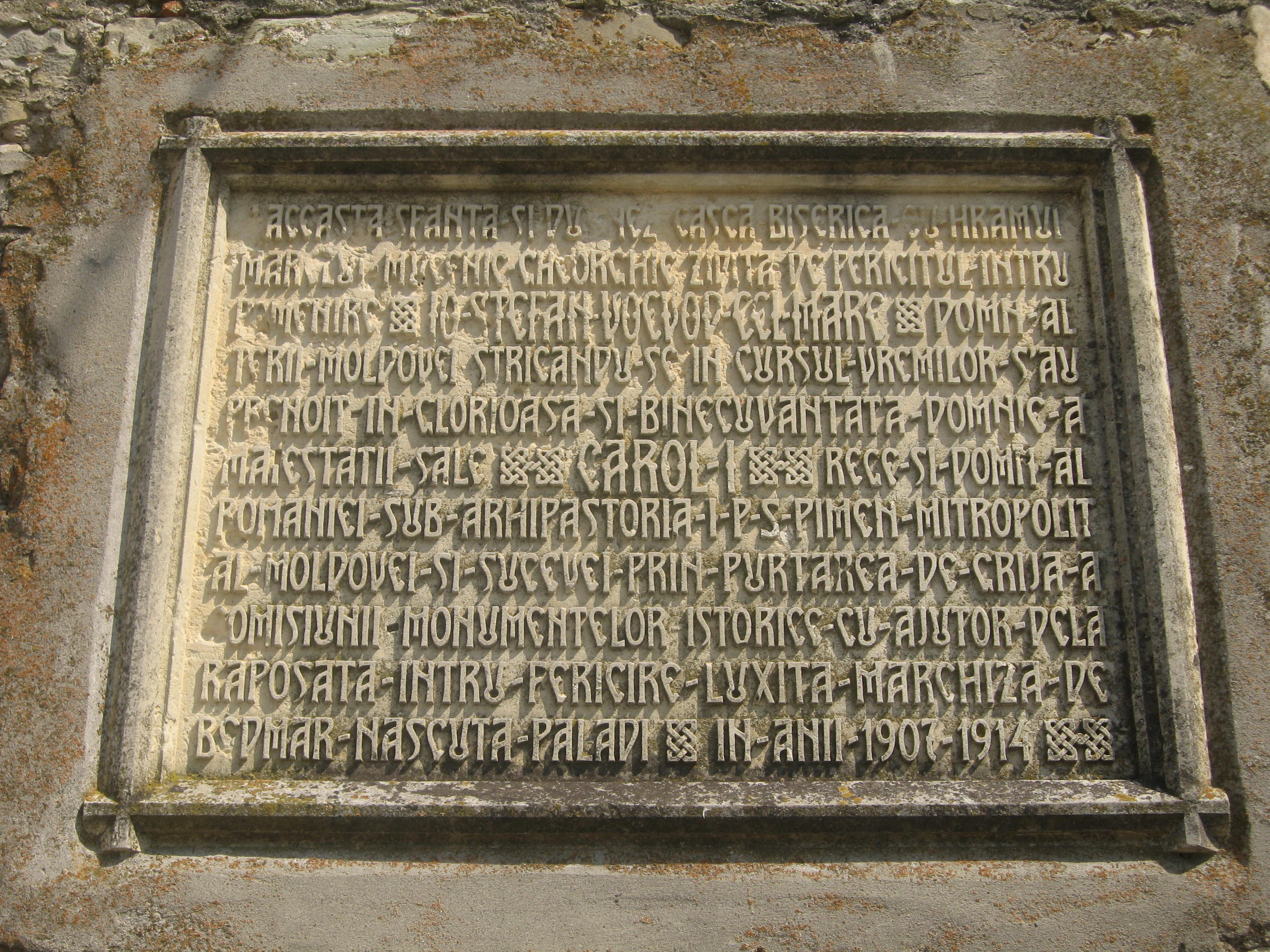
Pisania din vremea lui Carol I
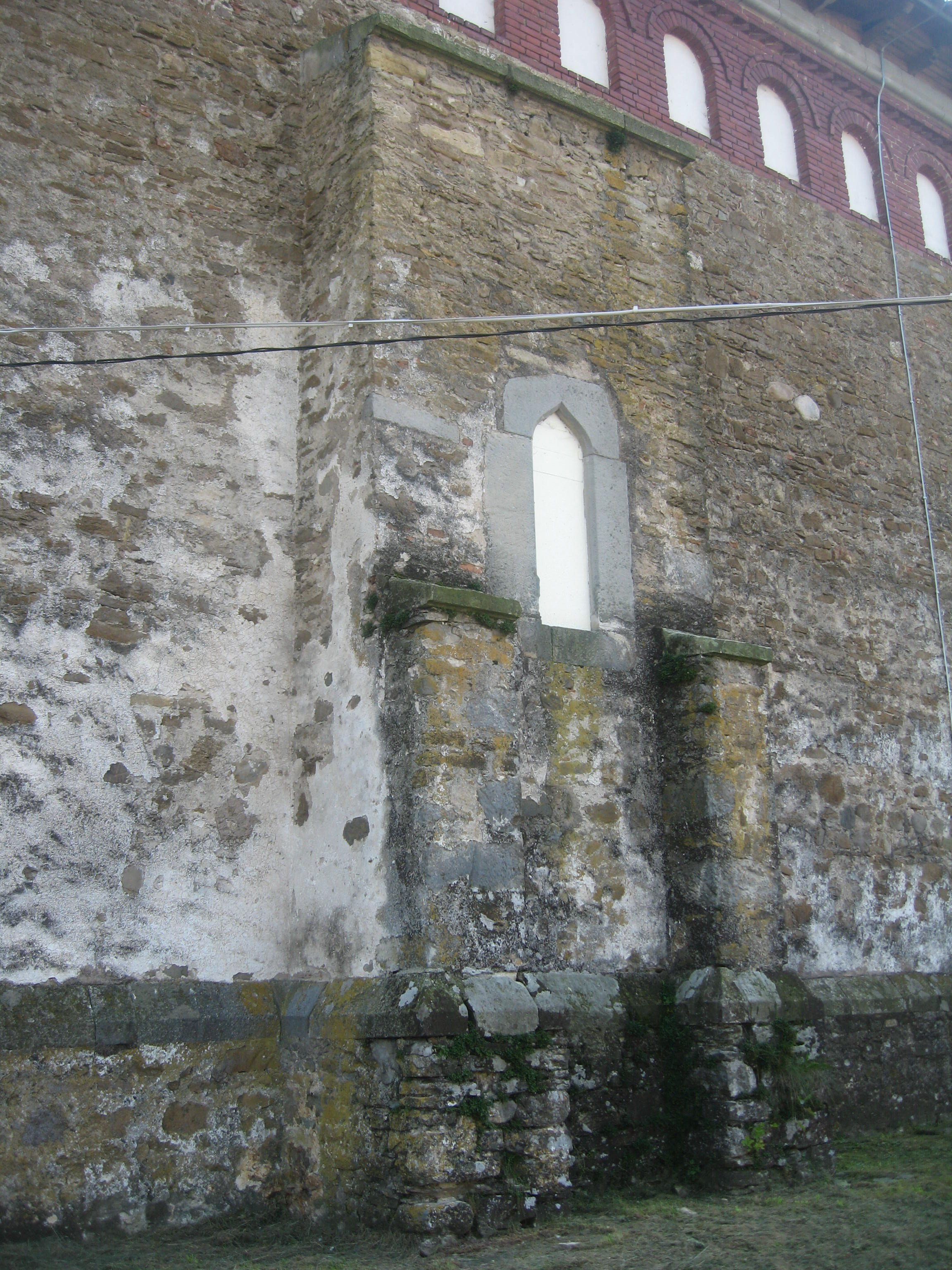
Contrafort
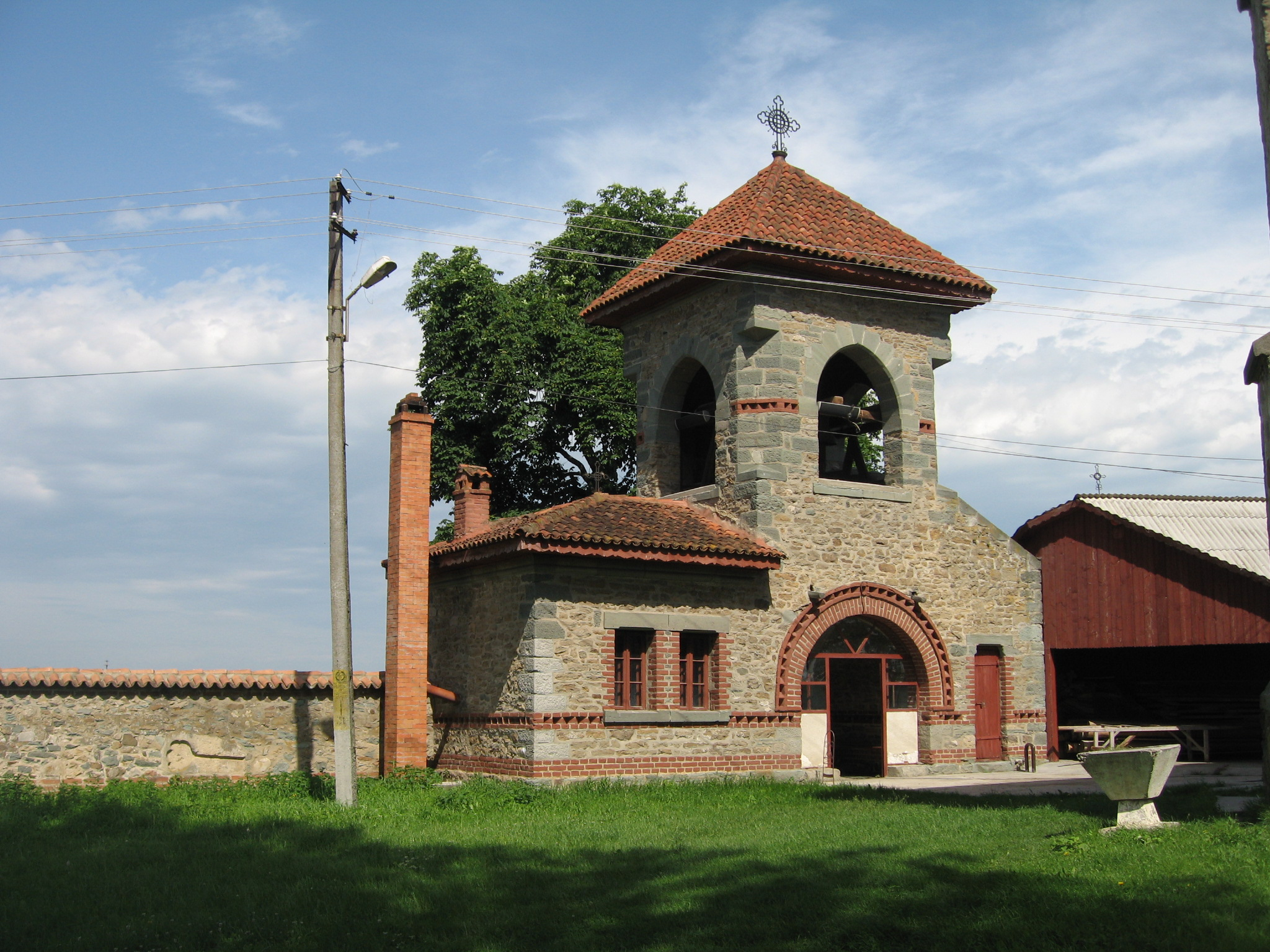
Turnul clopotniţă
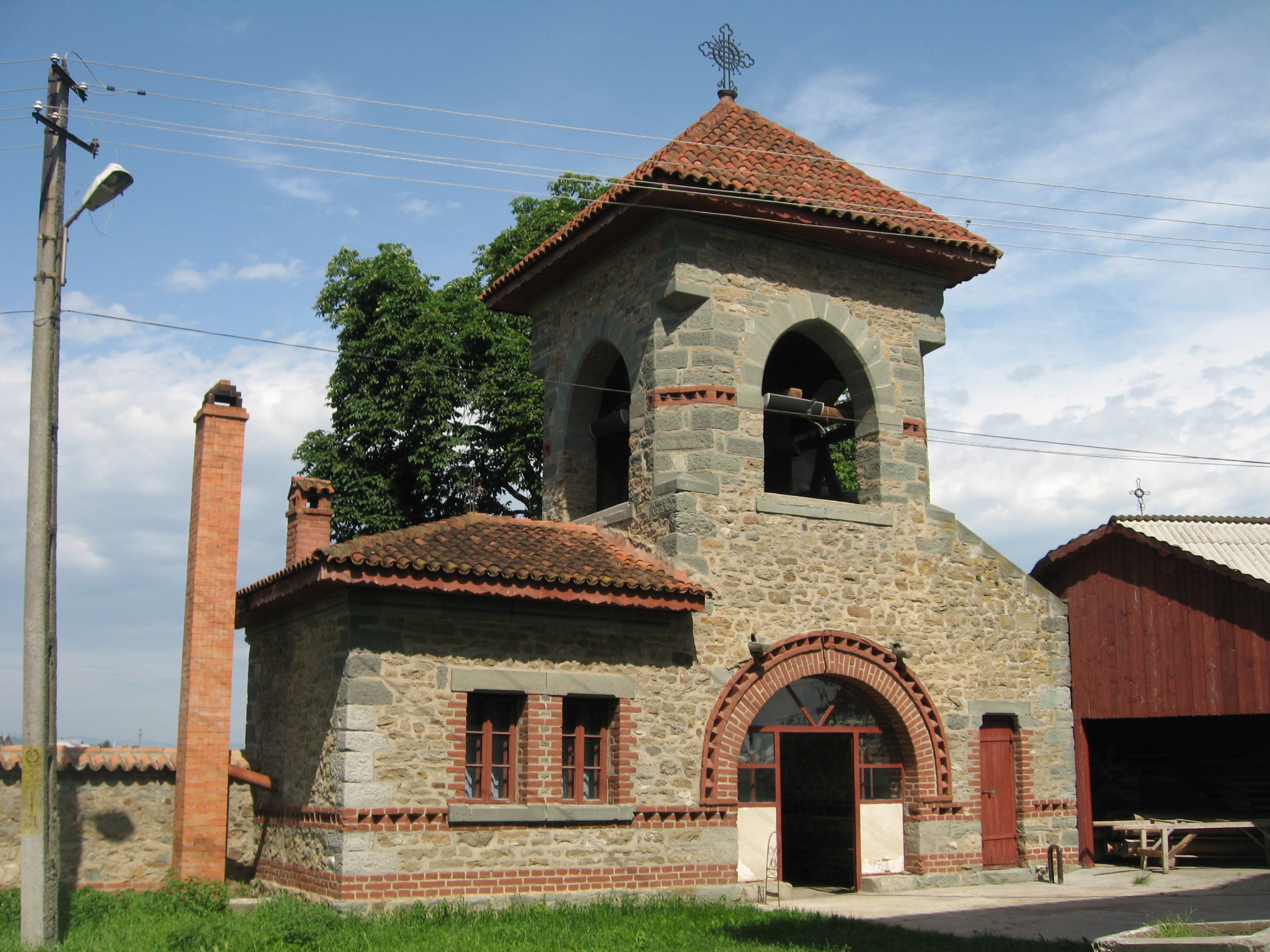
Turnul clopotniţă
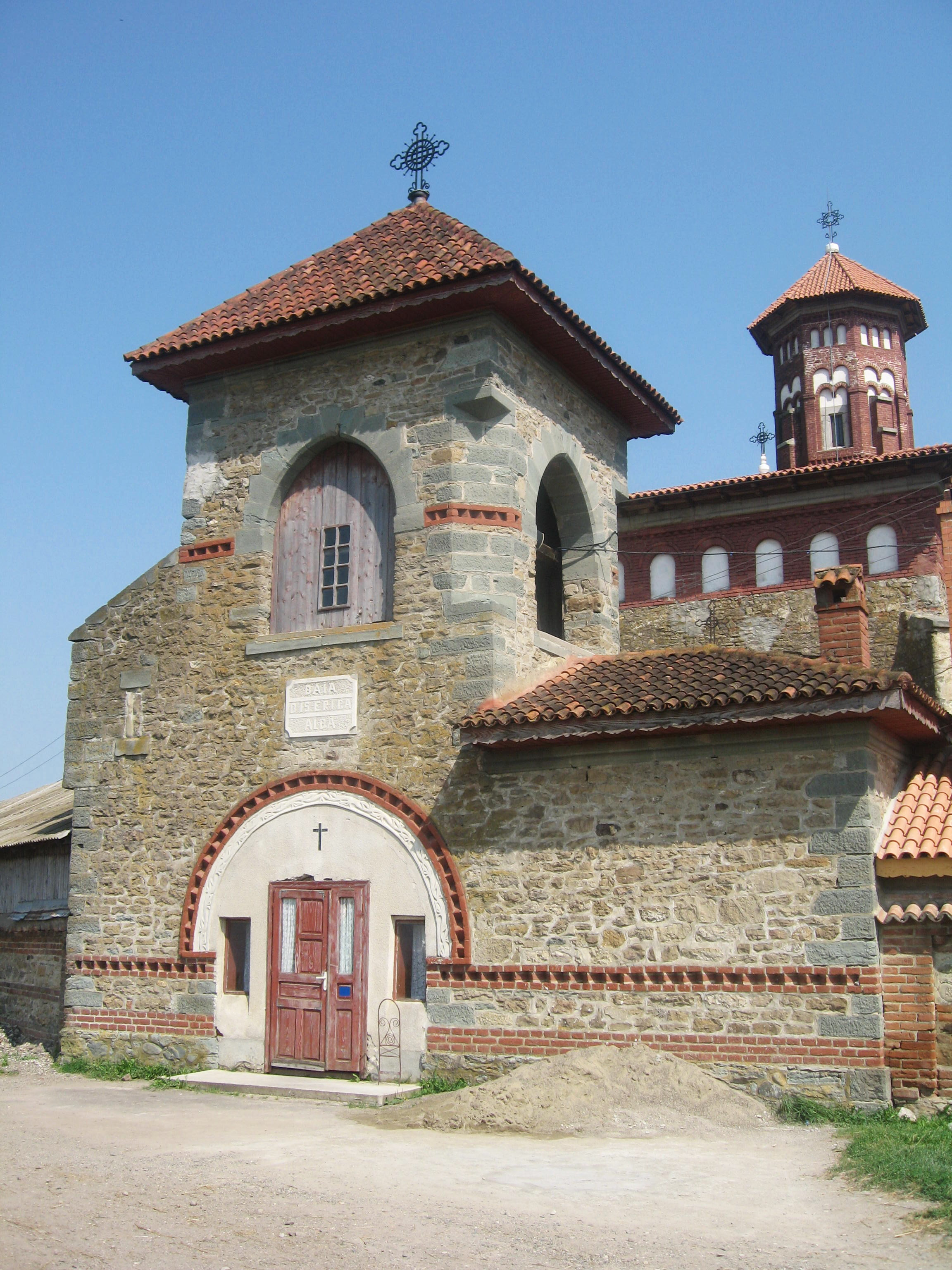
Turnul clopotniţă